# Voie verte du canal d'Orléans
La voie verte du canal d'Orléans est un aménagement cyclable de 78 km le long du canal d'Orléans dans le département français du Loiret en région Centre-Val de Loire.

## Historique
En 2005, le département du Loiret décide de s’appuyer sur le réseau de voies d’eau pour lancer le développement d’activités touristiques, affirmer son identité et structurer l’aménagement et le développement du territoire.
L’étude stratégique proposait de créer une voie verte ouverte à toutes les circulations non motorisées sur certains tronçons du canal. Les publics qui pourraient l’emprunter seraient les piétons en promenade et en randonnée, les cyclistes en promenade et en itinérance, les patins à roulettes (essentiellement en zone périurbaine) ou les usagers en fauteuils roulants.
Le projet initial prévoyait l’aménagement dans un premier temps des deux sections suivantes : de Combleux à Fay-aux-Loges sur le versant Loire d’une part, dans le prolongement du projet « Loire trame verte », et de Châlette-sur-Loing au site de Grignon à Vieilles-Maisons-sur-Joudry d’autre part, en connexion avec la voie verte de l’est du Loiret projetée par le groupement constitué par l’agglomération montargoise et rives du Loing, le pôle d'équilibre territorial et rural Gâtinais montargois et le syndicat mixte du Pays du Giennois.
Par ailleurs, le fait de disposer de deux chemins séparés (halage et contre halage) permet de séparer certains types d’usagers des autres. Pêcheurs, cavaliers et randonneurs souhaitant rester à l’écart de la circulation des cyclistes et patins à roulettes pourraient ainsi être orientés sur le côté opposé à la voie verte.
La voie verte a été inaugurée à Vitry-aux-Loges le 23 mai 2025.

## Parcours
Une section du canal relie Grignon, sur le territoire de la commune de Vieilles-Maisons-sur-Joudry à Orléans. Une autre section relie Châlette-sur-Loing à l'écluse de Grignon. 
Cet itinéraire complète l'offre vélo existante et permet notamment de suivre une boucle à vélo de plus de 200 km le long de la Loire et des canaux d’Orléans, de Briare et du Loing, intégrant deux itinéraires du réseau EuroVelo, l'EuroVélo 3 (Scandibérique) de la voie verte du canal du Loing à Orléans et l'EuroVélo 6 sur le parcours de la Loire à Vélo de Briare à Orléans.

## Aménagements
La voie verte d'une largeur de 3 m avec voie roulante de 2,5 m est revêtu d'une grave émulsion à granulat clair posé sur des fondations lourdes pour maintenir la voie et permettre le passage des engins d'entretien.
Le parcours comprend 9 aires de repos avec bancs et tables de pique-nique, 3 d'entre-elles à Fay-aux-Loges, Chailly et Sury-aux-Bois disposant de toilettes sèches, d'une borne de recharge électrique, de transats mais aucune de poubelles. 
Le coût de ces aménagements est de 20 millions €, financé par le Département, la Région, l'État et l'Union européenne.

## Galerie

La voie verte le long du canal d'Orléans
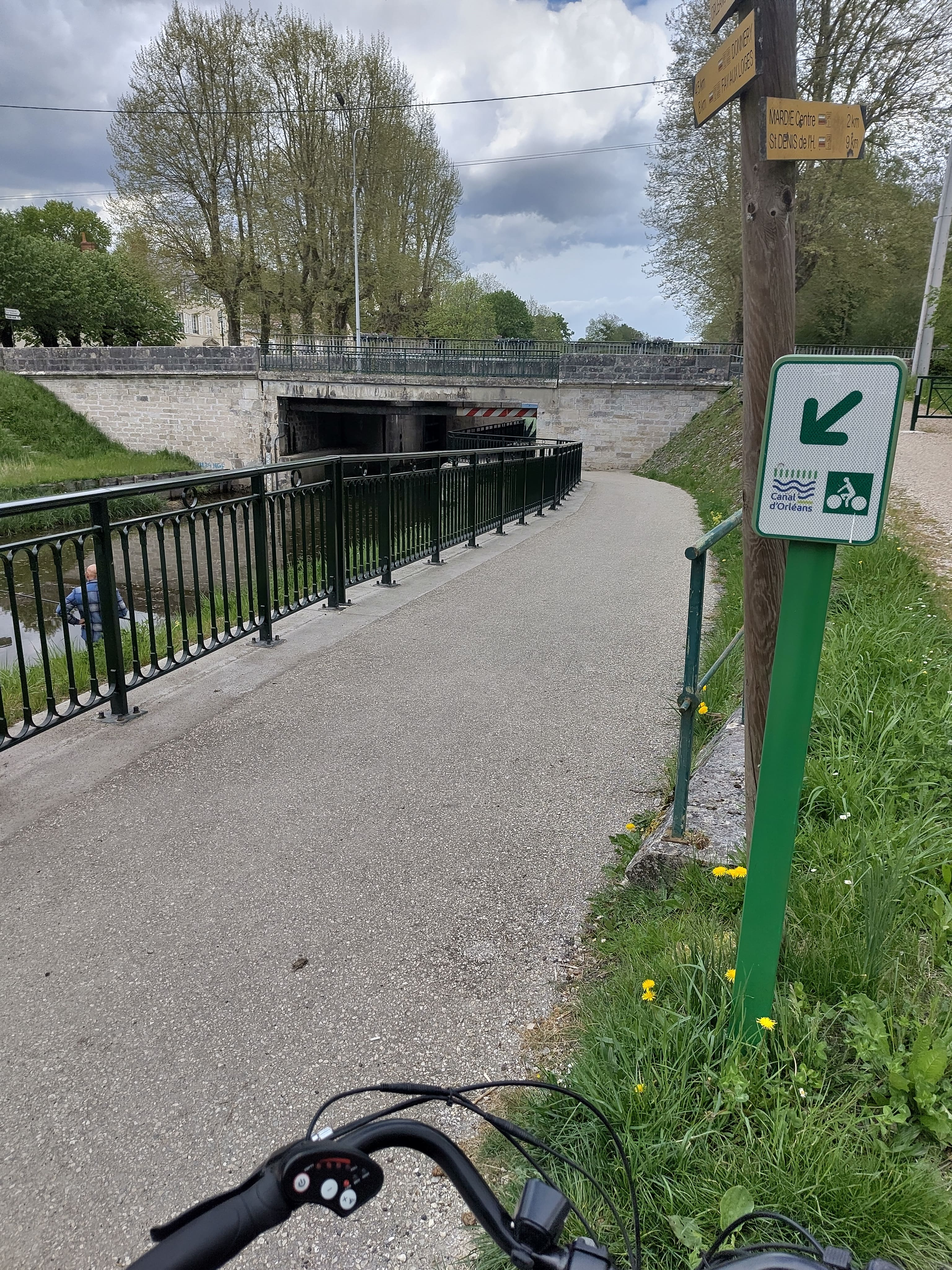
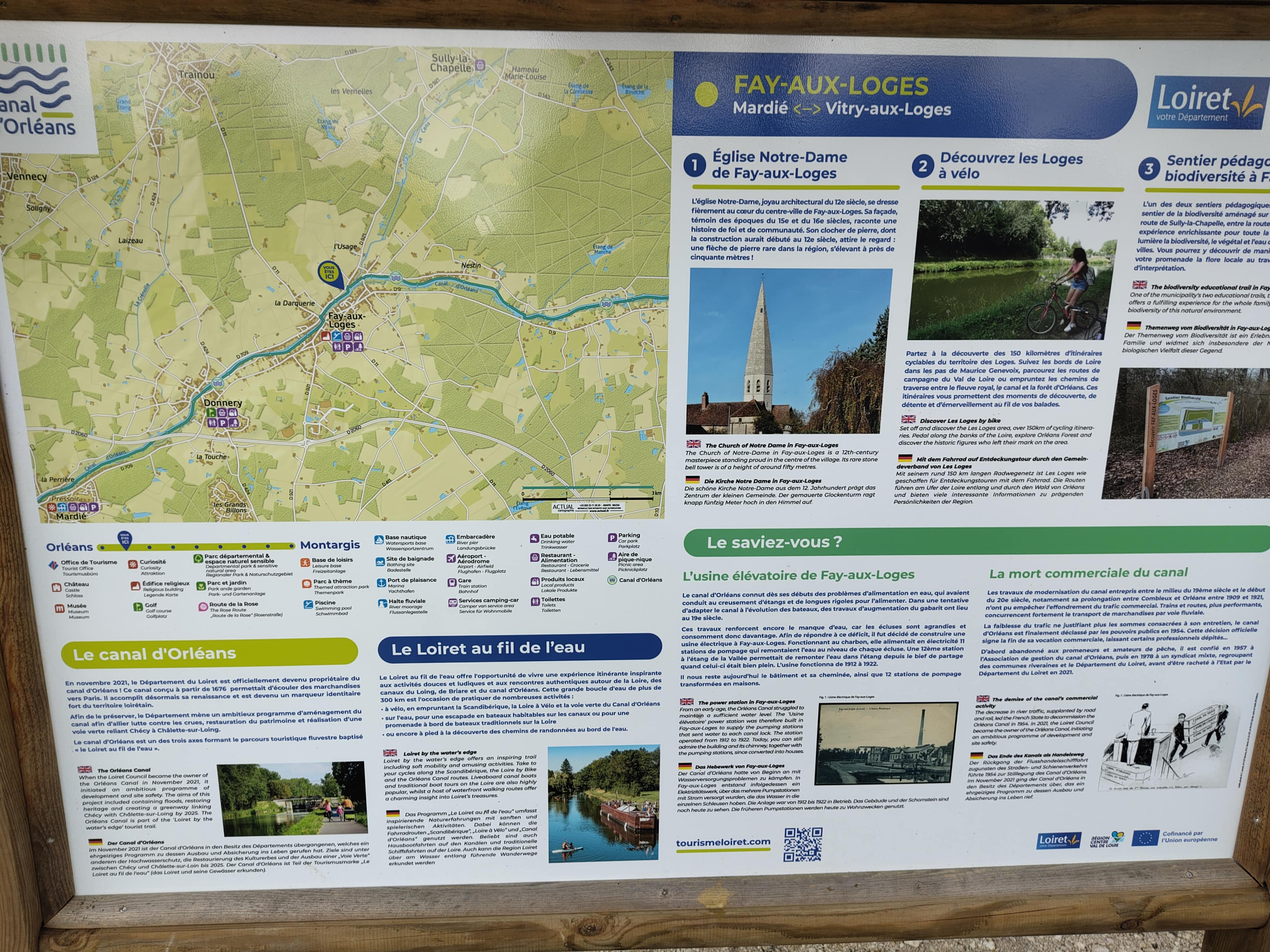
Fay-aux-Loges.
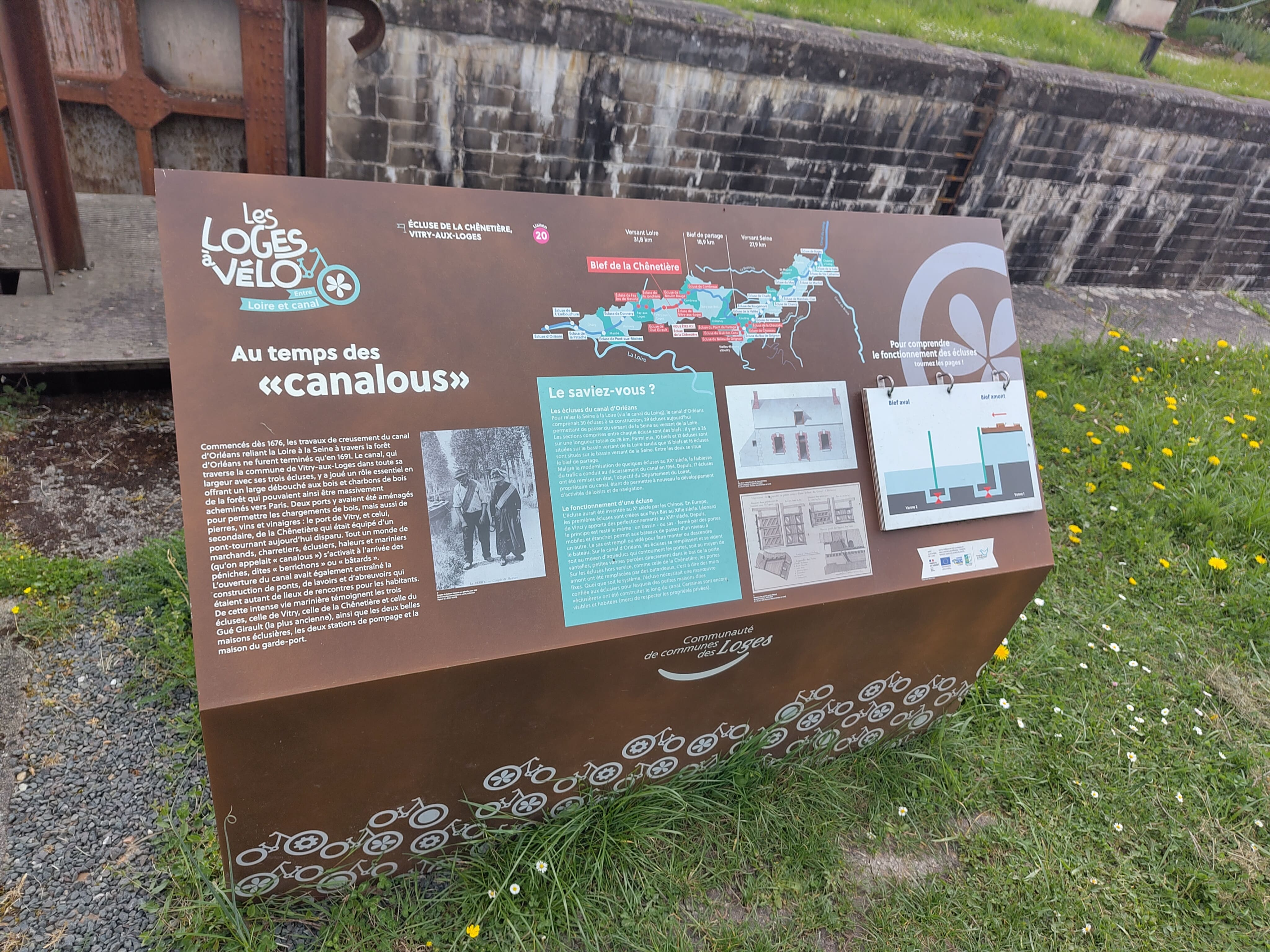
Vitry-aux-Loges.
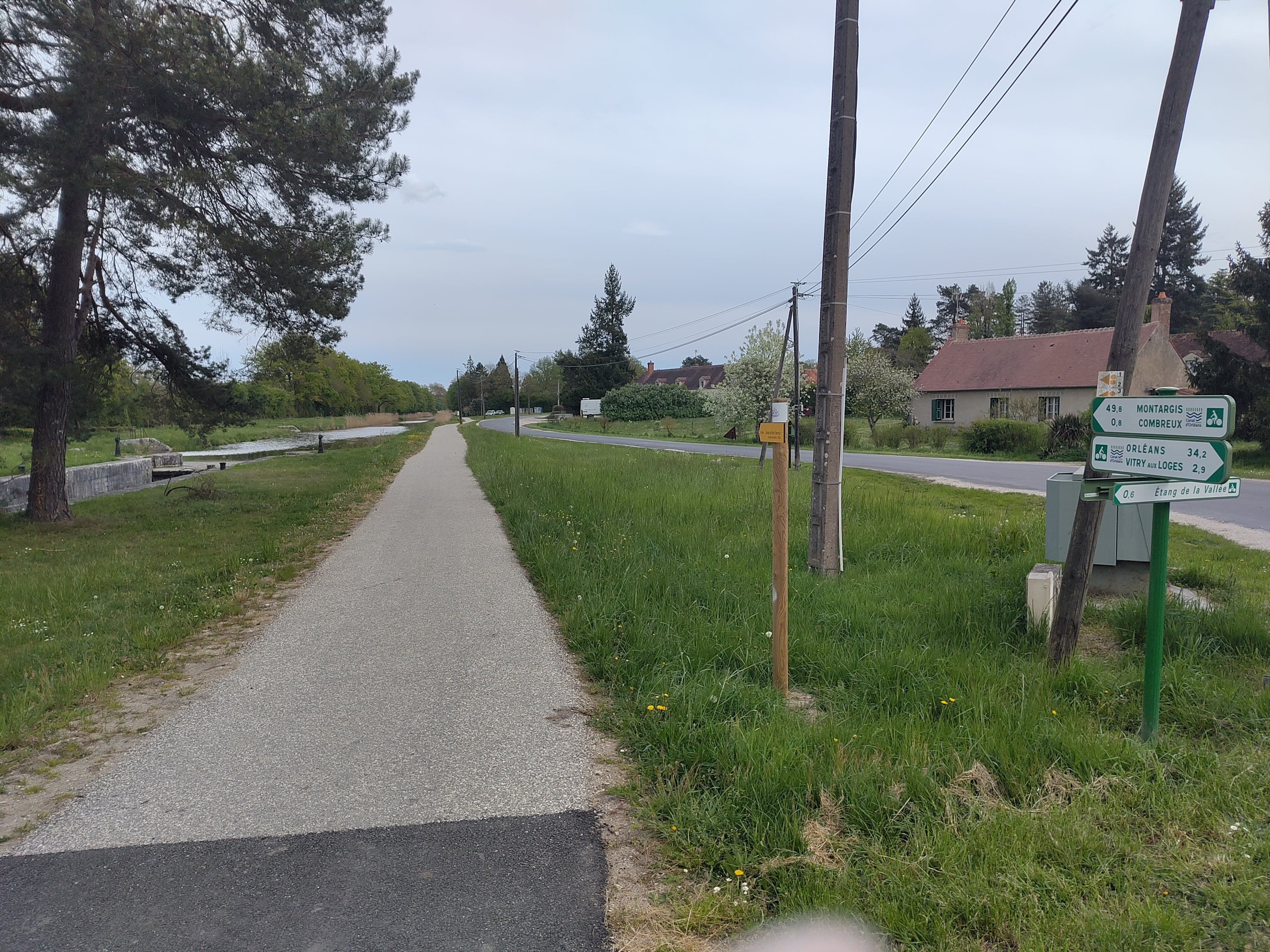